# Federico Peliti
Federico Peliti (Carignano, 29 giugno 1844 – Carignano, 28 ottobre 1914) è stato un imprenditore, fotografo e scultore italiano.

## Biografia
Appartenente ad una famiglia di impresari edili giunta a Carignano nel Settecento per costruirvi il duomo, fu allievo di Vincenzo Vela all'Accademia Albertina di Torino. Diplomatosi nel 1865, praticò per tutta la vita la scultura a livello amatoriale. Partecipò quindi alla Terza guerra di indipendenza italiana come cavalleggere del 1º Reggimento "Nizza Cavalleria". Successivamente, negli anni 1867-1868 entrò in contatto con alcune ditte di confettieri e pasticceri già fornitori di Casa Savoia, per impegnarsi nell'attività di decoratore di dolci. Quando Richard Bourke, V conte di Mayo, divenne viceré delle Indie britanniche, nel 1869, questi ricercò a Parigi il suo nuovo cuoco ed a Torino il pasticciere, scelto in seguito ad un concorso. Al tempo Torino era una delle capitali della pasticceria europea. Peliti si aggiudicò il posto e seguì il viceré nell'avventura indiana, stabilendosi nella residenza di Calcutta, e riscuotendovi notevoli apprezzamenti nell'ambito della Government House per le sue creazioni. L'assassinio di Lord Mayo nel 1872 costrinse Peliti alla scelta di mettersi in proprio, dapprima associandosi a Thomas O'Neil, poi, dal 1875, aprendo da solo l'attività in un ampio locale al 18/1 di Chowringhee. Nel 1881 acquistò una sontuosa suite di ambienti ai nn. 10 e 11 di Esplanade East, dove aprì, accanto alla pasticceria, un ristorante presto frequentato dalla high society di inglesi residenti e di passaggio. Qui Peliti organizzò anche numerose feste, sia in loco, sia in località lontane. Si ricorda in particolare il pranzo organizzato in Birmania per il Principe di Galles nel 1891; in queste occasioni tutto l'occorrente per le portate, compresi i tavoli e le consolles, veniva trasportato in treno o in battello sino alla destinazione. Successivamente estese la sua attività a Shimla, capitale d'estate dell'India britannica, dove aprì un albergo e un ristorante, quest'ultimo citato da Rudyard Kipling nel racconto Il risciò fantasma. Nel 1881 Peliti realizzò a Shimla una splendida villa, denominata Villa Carignano (oggi non più esistente), posta in un ampio parco, per la residenza estiva della famiglia e degli amici, luogo di incontro esclusivo dell'ambiente mondano coloniale, ricordata anche da Anita Desai nel romanzo Fire on the Mountain. Tre anni dopo l'imprenditore tornò a Carignano per crearvi una ditta di conserve alimentari destinate all'esportazione ed al consumo nei suoi ristoranti indiani e vi fece costruire (1884-1886), su progetto dell'ingegner Antonio Masoero, una villa ancora oggi esistente, per quanto molto alterata, ed una costruzione destinata a produzione di energia elettrica e laboratorio fotografico. Nel 1883-1884 vinse una medaglia all'Esposizione Internazionale di Calcutta per la confetteria; nel 1889 ricevette una medaglia all'Esposizione Universale di Parigi e nel 1895 nuovamente a Calcutta, all'Esposizione dell'Industria Indiana. Nel 1898, infine, all'Esposizione Nazionale Italiana di Torino, Peliti ricevette tre medaglie d'oro, una delle quali per la sua attività di fotografo dilettante. Ebbe nel campo della pasticceria-confetteria numerosi allievi italiani, affermatisi in India: si ricordano il genovese Firpo e due pasticcieri originari di  Gassino, Chiesa e Bonaglia,  che si stabilirono il primo a Shimla ed il secondo a Rangoon, Calcutta, Lucknow; anche un cugino di Peliti, di cognome  Cornaglia, fu attivo con l'imprenditore già dai tempi di Lord Mayo. Nel 1902 Peliti inaugurò una nuova sede della confetteria di Calcutta poi abbandonò gradualmente la gestione ai suoi figli, nati dal matrimonio con Giuditta Molloy, irlandese, figlia di un funzionario del governo inglese, e ritornò definitivamente a Carignano, nella sua ricca villa decorata dal pittore Paolo Gaidano, dove morì nel 1914.

## Attività fotografica
Allievo del fotografo torinese Felice Bardelli (1849-1910), professionista noto soprattutto per le sue abilità tecniche, Peliti si dedicò con continuità e passione alla fotografia, documentando con partecipata attenzione e senza pregiudizi la vita delle città indiane. In coincidenza con il suo temporaneo ritorno in Italia, realizzò un sofisticato laboratorio fotografico presso la sua villa carignanese, dove poté esercitarvi la sua estrema perizia tecnica. Sono stati messi in luce da Marina Miraglia i rapporti culturali profondi che legano le fotografie di Peliti ad una precisa linea interpretativa dei fotografi inglesi in India, in particolare agli ufficiali del Regio Esercito collegati ad istituzioni quali la Royal Geographical Society e la Royal Asiatic Society, contrassegnata dal rifiuto del pittoresco e dell'esotismo e da una analisi oggettiva e curiosa di tutti gli aspetti, dall'arte alla geografia, alle etnie, alle religioni, all'architettura, del subcontinente indiano. Tale affinità si giustifica con la circolazione di immagini pubblicate e divulgate da significative istituzioni, come la Photographic Society of Bombay ed altre omologhe presenti nelle principali città indiane, ma anche con la presenza in India di fotografi di rilievo, come Felice Beato, Bourne & Shepherd, Lala Deen Dayal ed altri. Non manca nell'insieme delle immagini indiane di Peliti anche la documentazione di momenti di svago familiare, ed una ritrattistica raffinata, assieme a testimonianze di feste e di creazioni pasticciere che riflettono la vita quotidiana delle imprese del titolare. Nel 1993 un'ampia mostra a Roma, completata anche da immagini di altri autori collezionate da Peliti, ha documentato l'insieme della sua produzione.

## Collegamenti
Foto di Federico Peliti online